# XXII Mostra de Cinema Llatinoamericà de Catalunya
La XXII Mostra de Cinema Llatinoamericà de Catalunya va tenir lloc a Lleida entre el 8 i el 15 d'abril de 2016. Fou organitzada pel Centre Llatinoamericà de Lleida amb el suport del Patronat de Turisme de la Paeria de Lleida i la col·laboració de la Fundació "la Caixa", la Universitat de Lleida, l'Instituto de Cooperación Iberoamericana, el Ministeri d'Assumptes Socials d'Espanya, la Casa de América i la Casa Amèrica Catalunya. L'autor del cartell de l'edició fou Alfons López i Tufet.
Aquesta edició va patir una nova reducció de pressupost: 125.000 euros, dels 300.000 que tenia l'edició del 2010. D'ells 40.000 aportats per la Paeria de Lleida (contra els 70.000 de l'edició anterior) malgrat que ha estat un èxit de públic. A la secció oficial hi participaren 28 pel·lícules: 10 llargmetratges, 10 curtmetratges i 8 documentals. Els documentals es van projectar a l'Auditori del Centre de Cultures i Cooperació Transfronterera del campus de Cappont de la Universitat de Lleida.
L'acte d'inauguració es va fer al l'Institut Municipal d'Acció Cultural de Lleida, i l'acte de cloenda al CaixaForum Lleida. Carmen Machi va rebre el premi d'honor, l'actriu Carme Elias i el director de cinema Ventura Pons els Premis Jordi Dauder, i la revista Academia. Revista del Cine Español, el Premi Ángel Fernández Santos. Com a acte paral·lel es va fer l'exposició Terry O'Neill. El rostro de la leyendas de Terry O'Neill, es van projectar fora de concurs Ventanas de Javier Gil i Tras Nazarín. El eco de una tierra en otra tierra de Javier Espada (amb Luis Eduardo Aute i Asunción Balaguer), i a la secció infantil Atrapa la bandera. El cicle Malvinas: 30 miradas projectarà 30 curtmetratges d'11 nacionalitats diferents sobre el tema de les illes Malvines.

## Pel·lícules exhibides

### Llargmetratges de la secció oficial
- La delgada línea amarilla de Celso R. García
- La memoria del agua de Matías Bize /
- Pistas para volver a casa de Jazmín Stuart
- Magallanes de Salvador del Solar //
- O Outro Lado do Paraíso, d'André Ristum
- Un monstruo de mil cabezas de Rodrigo Plá
- A Estrada 47, de Vicente Ferraz /
- Interludio de Nadia Benedicto
- Alias María de José Luis Rugeles /
- La carga, d'Alan Jonsson Gavica

### Documentals de la selecció oficial
- Llévate mis amores d'Arturo González Villaseñor
- Anconetani de Silvia Di Florio i Gustavo Cataldi
- El último pasajero. La verdadera historia de Mathieu Orcel
- La parte por el todo de Roberto Persano, Juan Andrés Martínez Canto i Santiago Nacif
- La calle de los pianistas de Mariano Nante
- Hija de la laguna d'Ernesto Cabellos
- Tus padres volverán de Pablo Martínez Pessi
- Robles, duelo al sol de Sonia Tercero

### Curtmetratges de la selecció oficial
- Chatarra de Walter Tournier
- Conversa de Luciano Arturo Glavina
- Duellum, de Tucker Dávila
- El adiós, de Clara Roquet
- El cerdo de Pau Durà
- Los Angeles 1991, de Zac&Mac
- La canción del abuelo, de Carlos Alcázar
- Tereza', de Mauricio Baggio
- Y mañana Navidad d'Héctor Rull
- Say I am only seventeen d'André Catoto

## Jurat
El jurat de la secció de llargmetratges era format per Elisabet Cabeza, Cristina Rius, Tabita Peralta Lugones, Marcelo Aparicio i Osvaldo Montes.

## Premis
Els premis atorgats en aquesta edició foren:
| Categoria                                              | Premiat                            | Treball                                                      |
| ------------------------------------------------------ | ---------------------------------- | ------------------------------------------------------------ |
| Millor llargmetratge                                   | La delgada línea amarilla          | Celso R. García                                              |
| Premi del Públic                                       | La delgada línea amarilla          | Celso R. García                                              |
| Premi del Públic                                       | O Outro Lado do Paraíso            | André Ristum                                                 |
| Premi del Públic                                       | Magallanes                         | Salvador del Solar                                           |
| Millor director (Premi Obra Social "la Caixa")         | Celso R. García                    | La delgada línea amarilla                                    |
| Millor opera prima                                     | Magallanes                         | Salvador del Solar                                           |
| Millor actor                                           | Damián Alcázar                     | Magallanes                                                   |
| Millor actriu                                          | Magaly Solier Romero               | Magallanes                                                   |
| Millor guió (Premi Casa Amèrica Catalunya)             | La carga                           | Arturo Ruiz Serrano i Alan Jonsson Gavica                    |
| Millor documental                                      | Llévate mis amores                 | Arturo González Villaseñor                                   |
| Premi Radio Exterior de España al millor llargmetratge | O Outro Lado do Paraíso            | André Ristum                                                 |
| Premi del Públic Documental                            | Llévate mis amores                 | Arturo González Villaseñor                                   |
| Premi del Públic Documental                            | Anconetani                         | Silvia Di Florio i Gustavo Cataldi                           |
| Premi del Públic Documental                            | La parte por el todo               | Roberto Persano, Juan Andrés Martínez Canto i Santiago Nacif |
| Menció al documental                                   | Hija de la laguna                  | Ernesto Cabellos                                             |
| Millor curtmetratge                                    | Los Angeles 1991                   | Zac & Mac                                                    |
| Menció al curtmetratge                                 | Chatarra                           | Walter Tournier                                              |
| Premi Ángel Fernández-Santos                           | Academia. Revista del Cine Español |                                                              |
| Premi d'Honor                                          | Carmen Machi                       |                                                              |
| Premi Jordi Dauder                                     | Carme Elias Ventura Pons           |                                                              |